# Microdigital TK90X
Il TK90X o TK 90X è un home computer a 8 bit prodotto nel 1985 dalla brasiliana Microdigital Eletronica. È un clone dello ZX Spectrum. Il case e la tastiera hanno lo stesso stile di quello dello ZX Spectrum.
Internamente copia anche in parte il Timex Sinclair 2068. La ROM standard dello Spectrum fu revisionata, con qualche correzione di errori e funzionalità, in particolare due nuovi set di caratteri selezionabili, per le lingue portoghese e spagnola.
Uscirono due versioni, una dotata di 16 kB di memoria RAM, l'altra dotata di 48 kB. Entrambe sono equipaggiate con lo stesso processore, lo Z80A che opera alla frequenza di 3,58 MHz.
Un ulteriore modello, il TK95 o TK 95, ha altra RAM aggiuntiva e una tastiera professionale completa.
La Sinclair Research (autrice dello Spectrum) tentò di opporsi legalmente alla Microdigital contro la produzione abusiva del clone, ma il governo brasiliano consentì l'aggiramento delle leggi internazionali sul copyright.

## Specifiche tecniche
- CPU Z80A a 3,58 MHz
- ROM 16 KB
- RAM 16 KB oppure 48 KB
- Interfaccia RS-232
- Porta Joystick
- Modo testo: 24 linee x 32 colonne
- Modo grafico: 192 x 256 pixel
- Alimentazione: 9 volt in corrente continua
- Dimensioni: 23,4 x 14,5 x 4,3 cm
- Peso: 0,5 kg